# Luristan

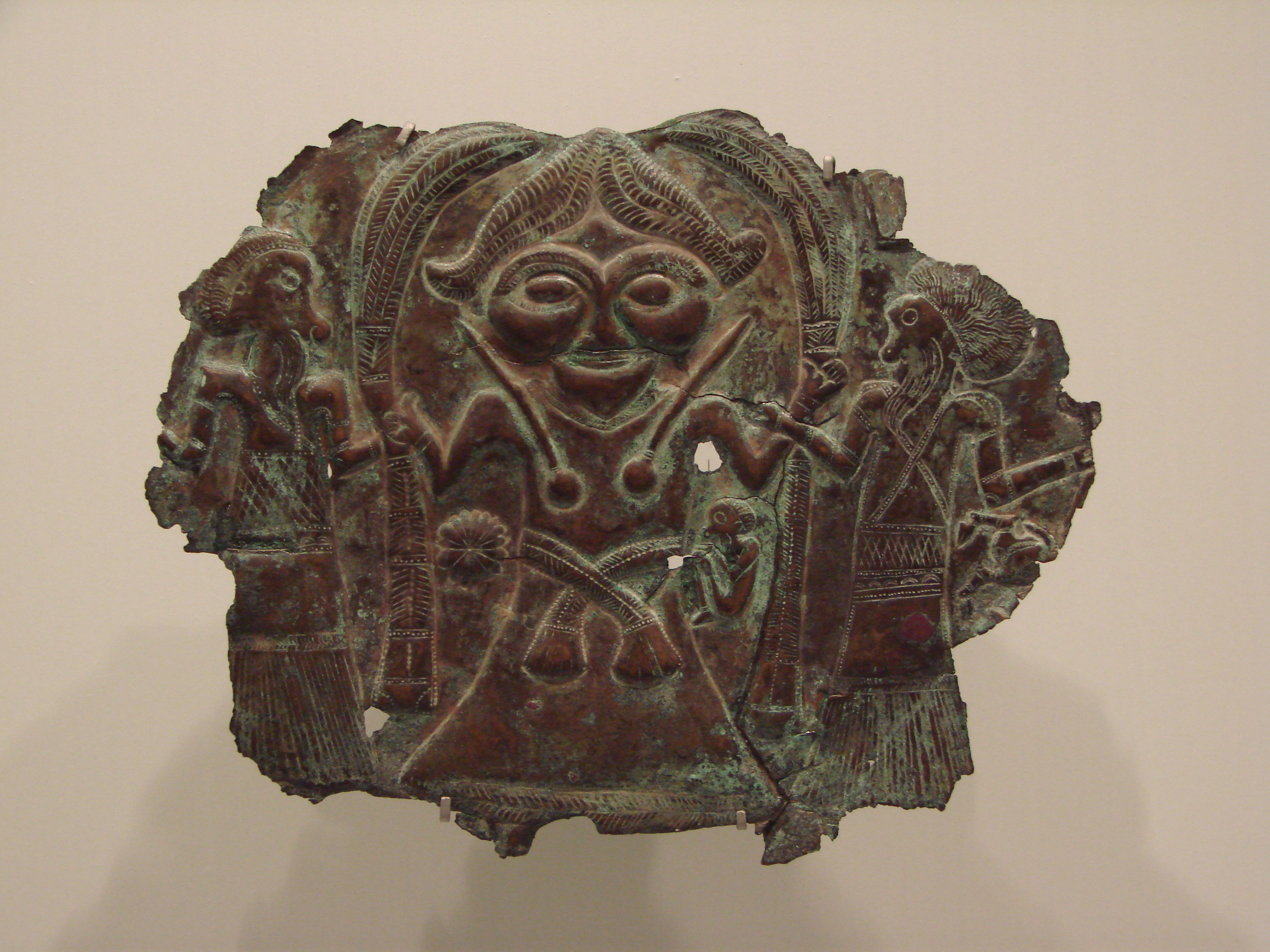
Un bronzo del Luristan (inizi del I millennio a.C.)

Il Luristān (versione araba di Lorestān) è una regione storica, collocata approssimativamente tra l'attuale Iraq (ad ovest) e la Parside (ad est), nell'attuale Iran sud-occidentale, al centro dei Monti Zagros. È tradizionalmente divisa in due zone, una settentrionale (Lur-i kūçūk, ossia "Piccolo Lur") e una meridionale (Lur-i bozorg, ossia "Grande Lur").
Il nome della regione deriva dai Lur, antico gruppo etnico curdo, che si sarebbe mosso dalla Siria verso i Zagros dopo che gli Arabi avevano invaso la Persia (VII secolo d.C.).

## Storia
Due tra i siti-guida della cosiddetta produzione incipiente (10000-7500 a.C. circa) si trovano nel Lurestan: Ganjdareh e Asiab. A un periodo ormai pienamente neolitico (7500-6000 a.C. circa) appartiene invece Tepe Guran, che all'inizio dell'VIII millennio a.C. ospitava forse qualche centinaio di abitanti, dediti all'allevamento di caprovini e alla coltivazione di graminacee, e che apparentemente non veniva usata l'arte ceramica.
In epoca storica, un importante fattore per le quasi contemporanee crisi dell'impero di Akkad e della dinastia elamica di Awan (entrambe intorno al 2200 a.C., secondo la cronologia media) furono gli attacchi delle popolazioni provenienti dai Zagros, i Lullubiti e i Gutei, questi ultimi provenienti proprio dal Luristan. Gli Accadi avevano tentato (con Naram-Sin e Shar-kali-sharri) di liberarsi delle popolazioni di montagna, dando comunque sempre priorità al confronto con Ebla ed Elam. In Elam la dinastia successiva ad Awan, cioè la dinastia di Simash, era anch'essa originaria del Luristan. In questa fase l'altopiano iranico è colpito da una fase di crisi demografica.
La regione, a motivo della sua collocazione, è stata fin dai tempi antichi al centro di intensi traffici. Tra XII e IX secolo a.C. il confronto tra Assiri e Babilonesi per il possesso degli Zagros è incentrato sul dominio commerciale che quelle posizioni offrivano.

## I bronzi del Luristan
Assai noti sono i cosiddetti "bronzi del Luristan", inizialmente venuti alla luce attraverso una serie di scavi su larga scala effettuati illegalmente negli anni venti. 
Tali scavi hanno posto difficoltà insormontabili all'individuazione di provenienza e datazione dei bronzi così giunti ai musei europei e americani, relegando l'analisi a rilievi tipologici, stilistici e iconografici. Per lungo tempo l'unica spedizione scientifica fu quella di Erich Friedrich Schmidt (in due fasi: 1934-1935 e 1937-1938), promossa dalla Holmes Luristan Expedition per conto dell'American Institute for Persian Art and Archaeology (oggi Asia Institute).
Regolari scavi svoltisi tra il 1971 e il 1972 nella necropoli di Pusht-i Kuh (con ritrovamenti di morsi per cavalli, asce rituali e armi) hanno fissato come terminus a quo della produzione bronzistica classica lorestana la prima metà del III millennio a.C. Esistono però anche reperti più datati, collegabili alla successiva produzione bronzistica e riferibili alla ceramica calcolitica di Hakalan (fine del V millennio a.C.): si tratta di raffigurazioni della capra di montagna (e le rappresentazioni zoomorfe saranno sempre caratteristiche della produzione locale).
Complessivamente sono tre i periodi di fioritura dei bronzi del Luristan:
- Bronzo antico

I: 2800-2400 a.C.
II: 2400-2000 a.C.
- Bronzo medio

2000-1600 a.C.
- Bronzo recente

1600-1300 a.C.
Nell'età del ferro lorestana c'è una ripresa di questa produzione bronzistica, con stili rinnovati, così come attestano gli arredi delle tombe di Kutal-i Gulgul (vicino Chaikhanah). È solo in una seconda fase dell'età del ferro lorestana (1000-800 a.C.) che si ha evidenza archeologica di oggetti in ferro, proprio nel periodo più fiorente in assoluto della produzione bronzistica e in coincidenza dell'affacciarsi dei nomadi cimmeri.